# Literatura popular
Literatura popular é a designação corrente e simplificada de literatura oral tradicional ou literatura popular de tradição oral, isto é, todo o conjunto de formas simples da arte verbal do povo. Consoante os autores e os seus contributos teóricos, esta literatura é também apresentada com outras denominações: literatura oral, literatura tradicional, etno-literatura ou literatura marginal. Literatura popular é uma cultura
A denominação de literatura popular, em face da ambiguidade do termo “popular”, tem levantado as objecções de alguns teóricos, como é o caso de Victor Aguiar e Silva, para quem esta literatura exprime, de modo espontâneo e natural, na sua profunda genuinidade, o espírito nacional de um povo, tal como aparece modelado na particularidade das suas crenças, dos seus valores tradicionais e do seu viver histórico.
O principal defensor do nome “literatura popular” é, sem dúvida, Viegas Guerreiro, que afirma preferi-lo por ser o de “de mais extenso significado”, já que “cabe nele toda a matéria literária que o povo entende e de que gosta, da sua autoria ou não”.
Nos seus estudos sobre a literatura popular portuguesa, o escritor e etnólogo Alexandre Parafita preconiza e justifica a denominação de "Literatura Popular de Tradição Oral" para qualificar o universo de textos em causa, definindo tal literatura como o vasto e diversificado conjunto de formas de arte verbal determinado pelo uso que o povo delas faz e que, por isso, são testemunho da sua cultura e da sua identidade.
Neste universo de textos, segundo Parafita, são de considerar os contos populares, lendas, mitos, provérbios, ditos populares, apodos, adivinhas, lengalengas, orações, rezas, fórmulas de superstições e de mezinhas, esconjuros, orações com escárnio, pragas, agouros ou profecias, galanteios ou piropos, quadras, autos populares, romanceiros, cancioneiros, excelências, entre outros.
Este especialista adverte que estes textos vão apresentando variantes mais ou menos pronunciadas, conforme o espaço geográfico e a geração que deles se apoderou ou os acolheu, o que vem confirmar o seu carácter eminentemente oral.